# Matt Watson
Matthew 'Matt' Watson (Redditch, 1 januari 1985) is een Engels-Amerikaans voetballer die bij voorkeur als middenvelder speelt. Hij verruilde in 2014 Vancouver Whitecaps voor Chicago Fire.

## Clubcarrière
Watson speelde vanaf 2006 in de lagere divisies van de Verenigde Staten totdat hij op 16 december 2011 bij het Canadese Vancouver Whitecaps uit de Major League Soccer tekende. Op 11 maart 2012 maakte hij tegen Montreal Impact zijn debuut voor Vancouver. In twee seizoenen bij Vancouver speelde hij in zesendertig competitiewedstrijden. Hij gaf één assists en maakte geen enkel doelpunt. Op 5 maart 2014 werd hij naar Chicago Fire gestuurd. Daar maakte hij op 16 maart 2014 tegen de Portland Timbers zijn debuut.